# Liste von Persönlichkeiten aus Agno TI
Diese Liste enthält in Agno im Kanton Tessin geborene Persönlichkeiten und solche, die in Agno ihren Wirkungskreis hatten, ohne dort geboren worden zu sein. Die Liste erhebt keinen Anspruch auf Vollständigkeit.

## Persönlichkeiten
(Sortierung nach Geburtsjahr)
- Familie Quadri. [1][2]
  - Fedele Quadri (* um 1420 in Cassina d’Agno; † nach 1465 in Mailand ?), Doktor es Arts, Abgeordneter des Val Lugano beim Herzog von Mailand[3]
  - Bernardino Quadri (* um 1625 in Cassina d’Agno; † 24. Oktober 1695 in Candiolo), Bildhauer, Stuckateur und Architekt in Turin entwarf 1657 die Pläne für die königliche Grabtuchkapelle in Turiner Dom[3]
  - Stefano Quadri (* um 1630 in Cassina d’Agno; † um 1700 ebenda), Bildhauer schuf am Königlicher Palast in Turin[3]
  - Giovan Battista Quadri (* um 1635 in Cassina d’Agno; † um 1700 ebenda), Architekt baute das ehemalige Teatro Regio di Torino in Turin[3]
  - Antonio Quadri (* um 1640 in Cassina d’Agno; † nach 1702 in Kremsmünster?), Stuckateur[4]
  - Galeazzo Quadri (* 1676 in Cassina d’Agno; † vor 1726 in Sankt Petersburg ?), Stuckateur[2]
  - Giuseppe Quadri (* 1697 in Cassina d’Agno; † nach 18. April 1777 ebenda), Architekt[5]
  - Cristoforo Quadri (* um 1720 in Cassina d’Agno; † nach 23. Oktober 1779 in Gyöngyös?), Baumeister, Architekt[6]
  - Domenico Quadri (* 2. Oktober 1772 in Cassina d’Agno; † 12. Januar 1833 in Mailand), Architekt, Ehrenmitglied der St. Petersburger Akademie der Künste, Ritter des St.-Wladimir-Ordens[7][8][2]
  - Giovanni Battista Quadri (* 1847 in Agno; † 18. August 1899 ebenda), Maler im Kanton Tessin und im Piemont[9]

- Künstlerfamilie Agostini. 
  - Francesco Antonio Agostini (* 1711 in Agno; † 1785 ebenda), Stuckateur in Nürnberg[10]
  - Pietro Cristoforo Agostini (* 1719 in Agno; † 1793 ebenda), Stuckateur in Nürnberg[10]
  - Donato Agostini (* um 1725 in Agno; † nach 1745 in Parma?), Bildhauer[10]
  - Luigi Agostini (* um 1780 in Cassina d’Agno; † nach 1839 ebenda), Advokat, Politiker[11]

- Künstlerfamilie Boffa. 
  - Giovanni Battista Boffa (* um 1650 in Agno; † nach 1685 in Cremona), Bildschnitzer[12]
  - Domenico Boffa (* 1706 in Agno; † nach 1763 ebenda), ab 1740 Ziegeleier in Dänemark dann in Peterhof mit Carlo Giuseppe Trezzini aus Astano[13]
  - Giovanni Battista Boffa (* 30. Oktober 1728 in Agno; † nach 1746 in Madrid ?), Stuckateur in Madrid mit Pietro Rabaglio aus Gandria und Fortunato Rusca[13]
  - Antonio Boffa (* 26. November 1750 in Cassina d’Agno; † nach 1812 in Moskau ?), Architekt[13]
  - Pietro Boffa (* 1786 in Agno; † 1861 in Odessa ?), Architekt[13]
  - Francesco Boffa (* 1796 in Agno; † 1867 in Odessa), Architekt[13]
  - Natale Boffa (* 23. Dezember 1824 in Agno; † 5. März 1891 ebenda), Professor und Maler[14][15][16]
  - Giovanni Aquilino Boffa (* 7. Mai 1922 in Agno; † 12. September 2002 ebenda), Dichter, Sekundarlehrer und Lokalhistoriker[17]

- Familie Rusca  von Agno[18][19][20]

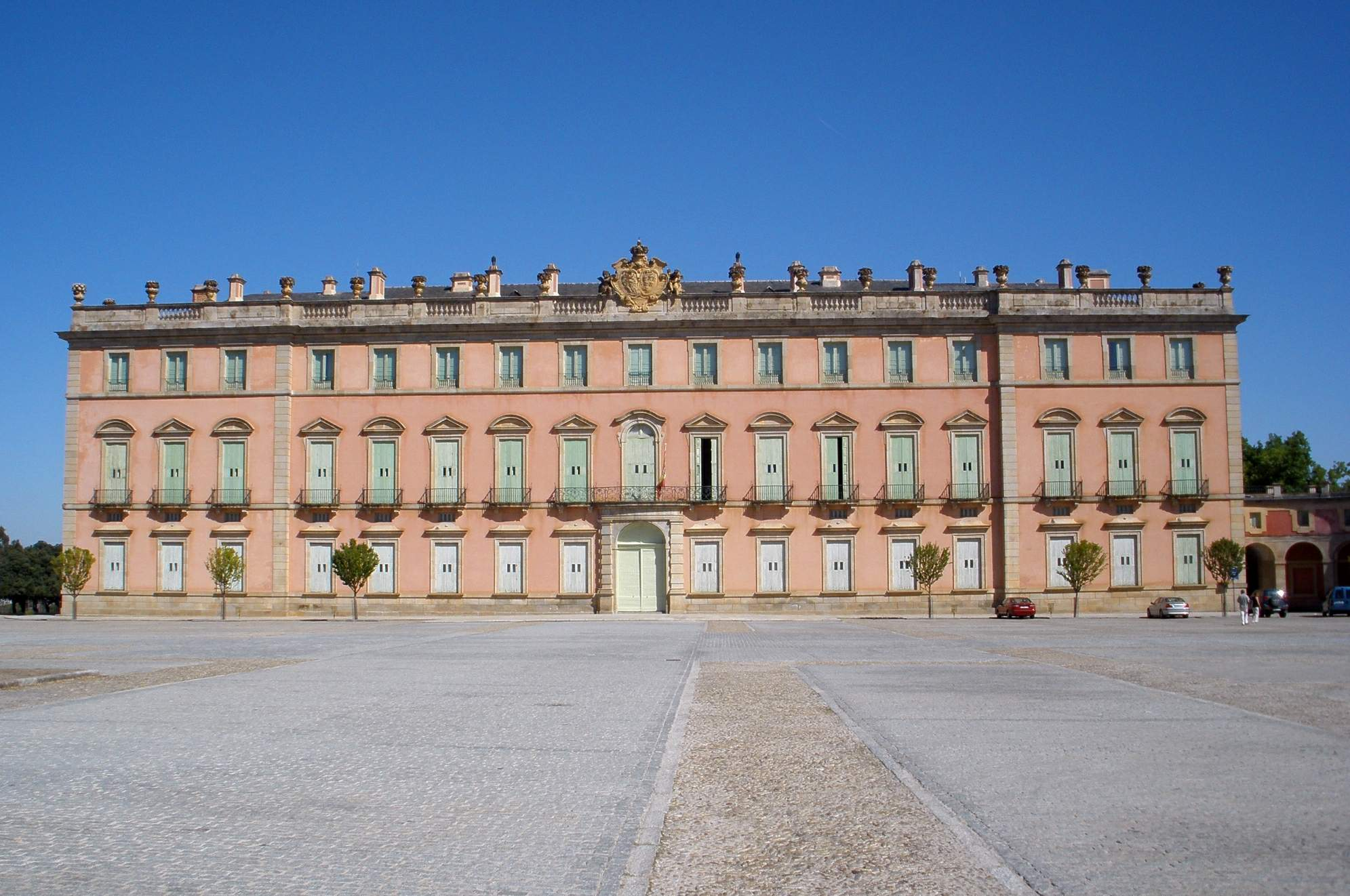
Vigilio Rabaglio, Andrea Rusca: Das Königliche Schloss Riofrío, 1751–1766.

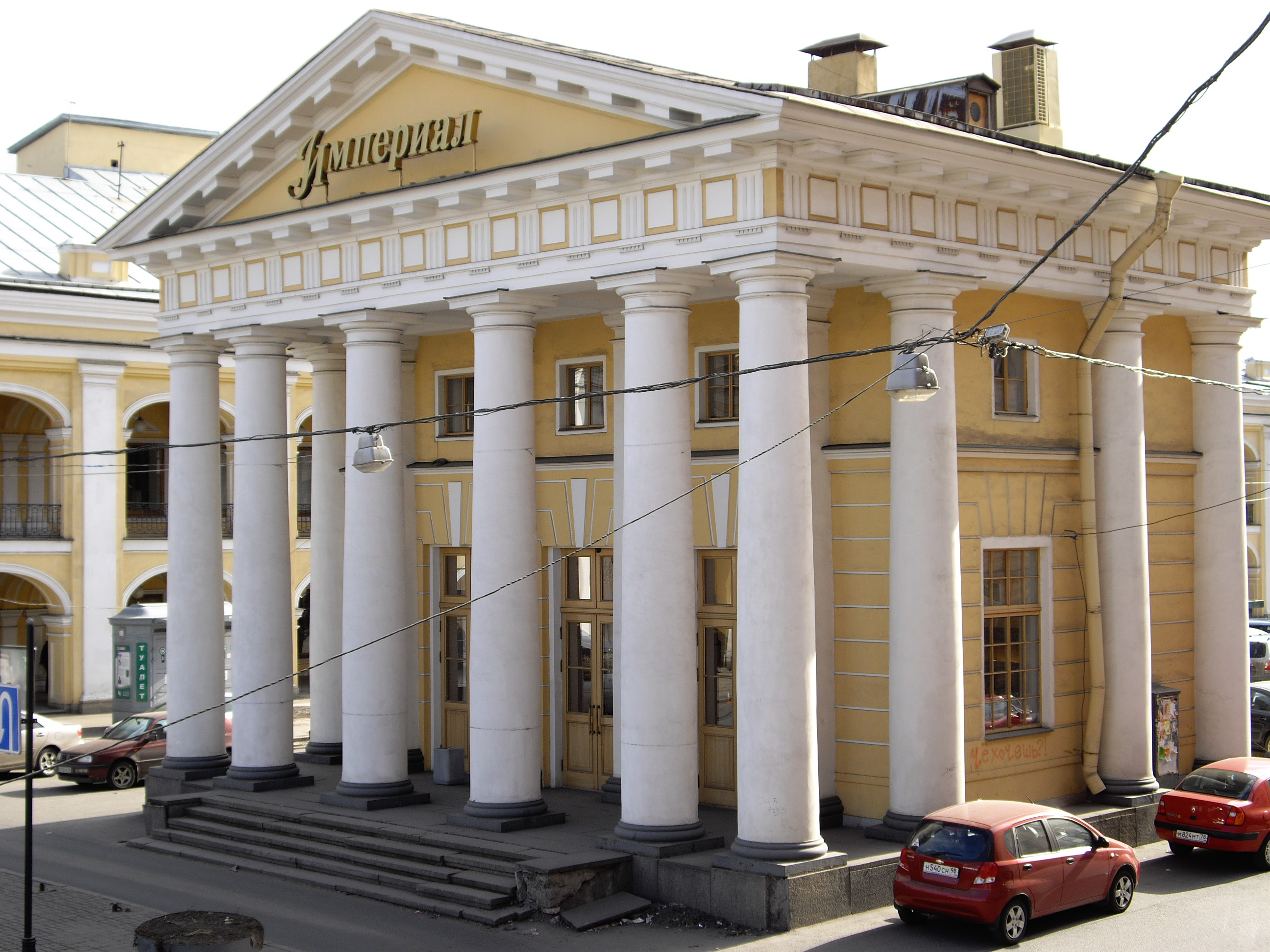
Luigi Rusca-Portikus in St. Petersburg (1805–1806)

  - Bonifacio Rusca (* um 1330 in Como; †nach 1370 in Cassina d’Agno), genannt de Agnio, aus Como, der ersterwähnte der Familie, verkaufte 1370 mehrere im Luganesischen gelegene Güter[18]
  - Francesco Rusca (* 1665 in Serocca d’Agno; † nach 1720 in Alba Iulia ?), Baumeister[21]
  - Pio Luca Rusca (* 1705 in Cassina d’Agno; † 1760 ebenda), Propst und Dekan von Agno 1739[18]
  - Andrea Rusca (* um 1710 in Mondonico, Fraktion der Gemeinde Agno; † nach 1756 in Segovia ?), Architekt, arbeitete mit Pietro Rabaglio 1749 und unter der Leitung von Vigilio Rabaglio aus Gandria 1756 am Palacio Real in Madrid, an der Kathedrale Sankt Justo y Pastor in Alcalá de Henares und am Schloss Riofrío in der Nähe von Segovia[18][22]
  - Fortunato Rusca (* um 1711 in Mondonico; † nach 1745 ebenda ?), Architekt, arbeitete in Spanien unter Vigilio Rabaglio und 1745 unter Pietro Rabaglio[18]
  - Tullio Vincenzo Rusca (* 1713 in Cassina d’Agno; † 1799 ebenda), Propst und Dekan von Agno 1760, liess die Stiftskirche San Giovanni Battista e Provino von Agno bauen[18]
  - Francesco Rusca (* 1727 in Serocca d’Agno; † 29. August 1811 in Gravesano), Pfarrer von Gravesano 1765 bis zu seinem Tode, Apostolischer Protonotar, 1748 Delegierter der Bistümer Como und Mailand zu der Gesandtschaft der regierenden 12 Orte zur Regelung der Jurisdiktionsfrage von Gnosca[18]
  - Giacomo Rusca (* 1740 in Serocca d’Agno; † um 1810 ebenda), Baumeister in Sankt Petersburg[18][23]
  - Francesco Rusca (* 1753 in Serocca; † nach 1800 ? ebenda), Architekt arbeitete in Russland[24]
  - Natale Rusca (* um 1760 in Cassina d’Agno; † 1829 ebenda), Propst und Dekan von Agno[18]
  - Luigi Rusca (1762–1822), Tessiner Architekt in Russland
  - Geronimo Rusca (* 1771 in Agno; † nach 1837 ebenda ?), Polier arbeitete in St. Petersburg, und in Zarskoje Selo (heute Puschkin).
  - Alessandro Rusca (* um 1810 in Sankt Petersburg; † 1862 in Istanbul?), Architekt[20]
  - Natale Rusca (* 1810 in Agno; † 1880 ebenda), Anwalt und Notar[25]
  - Paolo Rusca (* um 1820 in Serocca d’Agno; † 1895 ebenda), Propst und Dekan von Agno 1872, er liess die Fassade der Stiftskirche Santi Giovanni e Provino bauen[18]
  - Beniamino Rusca (* 19. August 1817 in Serocca d’Agno; † 23. September 1869 ebenda), Militär, Politiker, Tessiner Grossrat, Oberstleutnant der Schweizer Armee[26]
  - Natale Rusca (* 10. Oktober 1854 in Cassina d’Agno; † nach 1905 ebenda), Rechtsstudien an der Universität Turin, Rechtsanwalt und Notar, Politiker, Tessiner Grossrat von 1880 bis 1897 (Präsident 1883), Verfassungsrat 1892, Rektor des Lyzeums von Lugano von 1880 bis 1882; im Jahr 1889 war er Mitgründer der Banca popolare di Lugano.[18] Er war Vater des Notars Mario Rusca, Stadtrat von Lugano von 1900 bis 1920, Mitgründer der Unione democratica ticinese.[27]

- Künstlerfamilie Negri. [28]

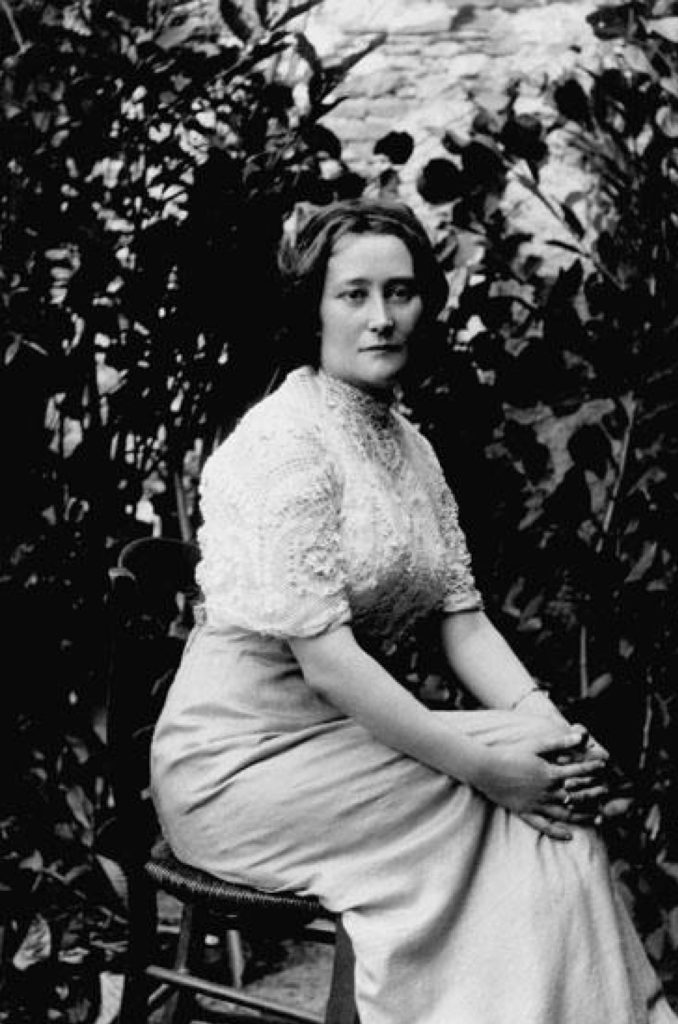
Maria Boschetti-Alberti in Bedigliora (1915)

  - Bernardo Negri (* um 1780 in Serocca d’Agno; † um 1830 in Padua ?), Stuckateur im Palast Papafava in Padua[29]
  - Giovanni Negri (* um 1805 in Serocca d’Agno; † um 1830 ebenda), Sohn von Bernardo, Stuckateur in Caslano[30]
  - Bernardo Negri (* um 1825 in Serocca d’Agno; † um 1887 ebenda), Sohn von Giovanni, Stuckateur in Agno[31]

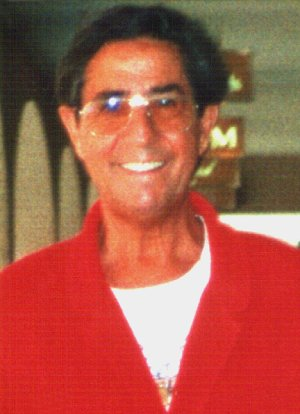
Vico Torriani, 1990

Dolf Schnebli, um 1980.

- Pietro de Bonitate (* um 1410 in Agno; † 1467 in Rom), Kanoniker von Agno, Domherr von Lausanne, päpstlicher Sekretär und Rat[32]
- Domenico Fontana (* um 1640 in Melide TI; † 1706 in Agno), Priester, Propst der Stiftskirche Santi Giovanni Battista e Provino in Agno[33]
- Filippo Bellasi (1665–1720), Erzpriester von Agno[34]
- Giuseppe Filippo Lepori (* 8. Oktober 1800 in Lugano; † 3. Juli 1873 in Serocca, Gemeinde Agno), Anwalt und Tessiner Grossrat[35]
- Camillo Landriani (* 30. Juni 1803 in Pavia; † 14. Dezember 1871 in Lugano), Lehrer, Wohltäter leitete den Institut für Handelsstudien und moderne Sprachen in Agno[36]
- Giovan Battista Muschietti (* 19. Dezember 1804 in Agno; † nach 1867 ebenda), Arzt, Politiker, beteiligte sich am italienischen Feldzug im Corps der tessinischen Freiwilligen, Tessiner Grossrat[37]
- Natale Vicari (1809–1895), Rechtsanwalt, Politiker, Tessiner Grossrat, Ständerat, Staatsrat und Oberst
- Luigi Simona (1874–1968), Theologe, Priester, Propst, Kunsthistoriker und Autor
- Maria Boschetti-Alberti  (1879–1951), Lehrerin nach Maria Montessori, Autorin
- Mario Vicari (* 27. Dezember 1879 in Agno; † 19. Oktober 1976 in Lugano), Musiker[38]
- Gastone Bernasconi (* 26. April 1888 in Agno; † 30. August 1962 in Sorengo), Anwalt, Tessiner Grossrat, Präsident der Organizzazione Cristiano sociale ticinese (OCST)[39]
- Jean Corty (* 1. März 1907 in Cernier; † 22. April 1946 in Mendrisio), Kunstmaler malte Landschaften, Figuren und Werke zu religiösen Themen, Expressionistische Zeichnungen und Gemälde[40][41][42]
- Giordano Passera (* 1. Februar 1906 in Agno; † 23. September 1960 in Lugano), Maler, Restaurator[43]
- Vico Torriani (1920–1998 in Agno), Schlagersänger, Schauspieler, Showmaster, lebte in Agno (Villa Solaria).
- Mix Weiss (1924–2014), Journalistin und Schriftstellerin
- Alessandro Torriani (1924–2002), Offizier der Schweizer Armee, Instruktionsoffizier der Infanterie, Brigadier und ehemaliger Kommandant der Territorialzone 9 (Kantonen Uri, Schwyz, Obwalden und Nidwalden, Glarus, Zug und Tessin)
- Edgardo Ratti (* 6. Oktober 1925 in Agno; † 11. Juli 2018 in Gambarogno) aus Caslano, Maler, Bildhauer und Mosaiker[44]
- Dolf Schnebli (1928–2009), ein Schweizer Architekt mit Atelier in Agno.
- Leone Lanza (* 3. Mai 1931 in Predore; † 7. Februar 2018 in Lugano), Pfarrer von Claro, Propst der Stiftskirche Santi Giovanni Battista e Provino von Agno, Dichter[45]
- Fernando Grignola (* 26. August 1932 in Muzzano; † 21. August 2022 in Agno), Lehrer, schrieb Gedichte im Tessiner Dialekt, war Theaterautor für die Radiotelevisione Svizzera, wohnte in Agno
- Giancarlo Seitz (* 20. August 1944 in Sorengo), Konditor, Politiker (Lega dei Ticinesi), Stadtrat (Gemeindeexekutive) von Agno, Tessiner Grossrat[46]
- Petra Weiss (* 21. August 1947 in Cassina d’Agno), Tochter des Bildhauers Max Weiss, Künstlerin, Keramikerin, schuf Performance[47][48]
- Paul Blendiger (* 7. August 1954 in Agno), Kunstmaler, Zeichner, Stecher, Bildhauer und Kunstkritiker[49]